# Propulsion à gaz froid

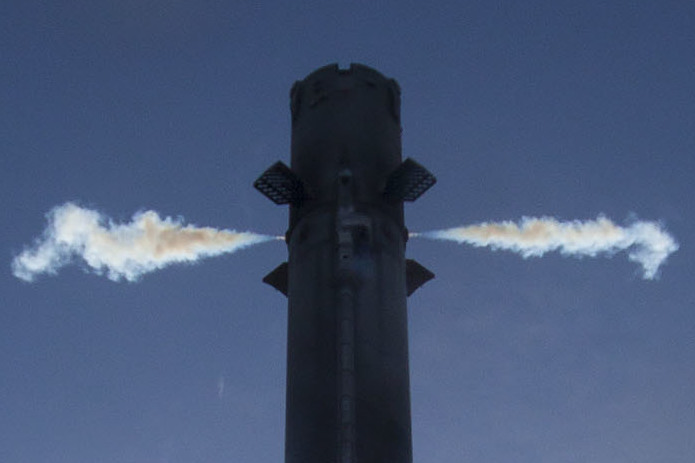
Propulseurs à gaz froid d'une Falcon 9.

La propulsion à gaz froid est une technique de propulsion spatiale utilisées par les engins spatiaux pour effectuer de petites corrections d'orientation ou de vitesse. Un propulseur à gaz froid utilise un gaz stocké sous haute pression qui est simplement libéré dans une tuyère, laquelle permet d'orienter la poussée exercée.

## Caractéristiques techniques
La propulsion spatiale à gaz froid permet d'exercer des poussées très faibles et de courte durée.  Le système est très simple car les vannes sont les seules pièces mobiles et il n'est le siège d'aucune combustion. Par conséquent, il est d'une grande fiabilité. En contrepartie, la vitesse d'éjection des gaz (donc l'efficacité), de l'ordre de 800 à 1 500 m/s, est faible si on la compare à celle d'un moteur-fusée à ergols liquides ou à un propulseur à propergol solide. La poussée ne peut ainsi dépasser 50 newtons. Les gaz utilisés (généralement de l'azote ou de l'hélium) sont peu corrosifs.
Ces caractéristiques réservent généralement ce type de propulsion au contrôle d'attitude d'un satellite ou d'une sonde spatiale, qui ne nécessite que de très faibles poussées, mais répétées un très grand nombre de fois (jusqu'à plusieurs dizaines de milliers pour une sonde spatiale) et consommant une quantité de carburant limitée sur la durée d'une mission, ce qui permet de rendre acceptable le mauvais rendement. Lorsqu'un engin spatial utilise ce type de propulsion, il dispose de plusieurs tuyères fixes (typiquement jusqu'à 16) orientées dans les principales directions pour agir selon tous les axes. Ce mode de propulsion est souvent accompagné d'une propulsion liquide (utilisant le plus souvent de l'hydrazine), utilisée pour les manœuvres nécessitant des poussées plus importantes : corrections de trajectoire, changements d'orbite.
| Type de propulsion            | Impulsion spécifique (secondes) | Poussée (newtons) | Domaine d'utilisation                                                                                   |
| ----------------------------- | ------------------------------- | ----------------- | --- |
| Gaz froid                     | 50-170                          | 0,05-20           | Contrôle d'orbite et d'attitude                                                                         |
| Propulsion à propergol solide | 280-310                         | 50-50000          | Étages de fusée, rétrofusée, moteur d'apogée, propulseur d'appoint                                      |
| Propulsion à ergols liquides  |                                 |                   | Premier ou deuxième étage de fusée, moteur correction de trajectoire ou d'orbite des vaisseaux spatiaux |
| Hydrazine à surchauffe        | 280-300                         | 0,05-0,5          | Contrôle d'orbite et d'attitude                                                                         |
| diergols                      | 280-315                         | 5-500             | Manœuvres de transfert, contrôle d'orbite et d'attitude                                                 |
| Propulsion électrique         |                                 |                   | |
| Électrothermie                | 450-600                         | 0,1-0,2           | |
| Électrostatique               | 2500-3000                       | 0,02              | Contrôle d'orbite et d'attitude                                                                         |
| Plasma                        | 1200-2500                       | 0,01-0,1          | Contrôle d'orbite et d'attitude                                                                         |